# Look After You
«Look After You» es una canción de la banda de rock The Fray de su álbum debut How to Save a Life. Fue lanzada como el tercer sencillo del álbum en 2007. La canción aparece en la película Jumper de 2008 y en la tercera temporada del programa de televisión Intervention.

## Historia
Aunque se esperaba que fuera un éxito, la canción solo alcanzó el puesto número 59 en el Billboard Hot 100, convirtiéndose así en el primer sencillo de la banda en no alcanzar el Top 40.
Según el cantante de la banda Isaac Slade, la canción fue inspirada por su entonces novia Anna, cuando ella estaba en Australia.